# 十二次
十二次（じゅうにじ）とは、古代中国天文学における天球分割法の一つで、天球を天の赤道帯にそって西から東に十二等分したもの。各次の名称は、星紀（せいき）・玄枵（げんきょう）・娵訾（しゅし）・降婁（こうろう）・大梁（たいりょう）・実沈（じっちん）・鶉首（じゅんしゅ）・鶉火（じゅんか）・鶉尾（じゅんび）・寿星（じゅせい）・大火（たいか）・析木（せきぼく）。戦国期以降に行われ、太陽・月・惑星の位置や運行を説明するための座標系として使用された。特に重要な用途が二つあり、第一は木星の十二次における位置で年を記すことであり、第二には、季節ごとの太陽の位置を十二次で示し、二十四節気の移動を説明することである。

## 天文暦学における十二次

### 木星との関係
木星は「歳星」と呼ばれ、一年に十二次を一次ずつ進んで約十二年で天球を一周し、十二次の位置による年記述「歳星紀年法」に利用され、「歳在星紀（歳、星紀に在り）」と記録された（『春秋左氏伝』『国語』などの書物に見られる）。これが後に子・丑・寅などといった十二辰（天球を十二等分した物に十二支を当てはめた物）で年が記述されるようになり、現在まで使われている干支紀年法に繋がった。北の天頂（天の北極）を向いて北極を基準に時計回りで観察すると十二次は西から東（逆時計回り）へと並び、十二辰も十二支の通常の順番（子→丑→…亥）とは逆回り（子→亥→…丑）になるが、これは十二支名を十二次に当てはめただけの物であり、物理上は実際の十二支位置とは異なる。
歳差により位置が冬至→春分→夏至→秋分と周り、時の流れと共に1つ隣の十二宮へと移動していく（例：やぎ座は磨羯宮から宝瓶宮へと移動）。
天球を二十八等分する「二十八宿」があるが、十二次が均等分割であるのに対し、二十八宿は個々の星宿に応じてそれぞれ異なる広度を持った不均等分割である。同じ部分を分割した物であるため十二次は二十八宿の度数で表すことができる（ただし歳差によって時代と共に少しずつずれていく）。

### 太陽との関係
二十四節気は、冬至を基準にして一太陽年を二十四等分したもので、太陰太陽暦において季節を知る目印であり、月名を決めるための道具である。十二の「節気」と十二の「中気」で構成され、これが交互に配置されており、中気によって月名が決められることになっている。たとえば冬至を含む月が11月、大寒が12月、雨水が1月、春分が2月となる。十二次との関係は、太陽が十二次の初点（始まり）に来たときは節気、中点（中央）に来たときは中気が来ることになっている。すなわち、太陽が星紀の初点に来たときは大雪、中点に来たときは冬至である。

### 対応表
十二次、二十八宿、二十四節気の関係は、班固の『漢書』「律暦志・次度」に詳しく書かれている。ただし冬至となる星紀の中点が牽牛（牛宿）初度となっており、牽牛の距星が冬至点になる年を計算すると紀元前451年頃の星空を反映していると思われる。また二十四節気の順序が現在とは若干の異動があり、啓蟄と雨水、穀雨と清明が入れ替わっている。『晋書』「天文志・十二次度数」には十二辰との対応関係が記されている。
| 十二次 | 十二次 | 二十八宿 | 二十八宿 | 二十四節気 | 十二辰 |
| ------ | ------ | -------- | -------- | ---------- | ------ |
| 星紀   | 初     | 斗       | 十二度   | 大雪       | 丑     |
| 星紀   | 中     | 牽牛     | 初度     | 冬至       | 丑     |
| 星紀   | 終     | 婺女     | 七度     |            | 丑     |
| 玄枵   | 初     | 婺女     | 八度     | 小寒       | 子     |
| 玄枵   | 中     | 危       | 初度     | 大寒       | 子     |
| 玄枵   | 終     | 危       | 十五度   |            | 子     |
| 娵訾   | 初     | 危       | 十六度   | 立春       | 亥     |
| 娵訾   | 中     | 営室     | 十四度   | 啓蟄       | 亥     |
| 娵訾   | 終     | 奎       | 四度     |            | 亥     |
| 降婁   | 初     | 奎       | 五度     | 雨水       | 戌     |
| 降婁   | 中     | 婁       | 四度     | 春分       | 戌     |
| 降婁   | 終     | 胃       | 六度     |            | 戌     |
| 大梁   | 初     | 胃       | 七度     | 穀雨       | 酉     |
| 大梁   | 中     | 昴       | 八度     | 清明       | 酉     |
| 大梁   | 終     | 畢       | 十一度   |            | 酉     |
| 実沈   | 初     | 畢       | 十二度   | 立夏       | 申     |
| 実沈   | 中     | 井       | 初度     | 小満       | 申     |
| 実沈   | 終     | 井       | 十五度   |            | 申     |
| 鶉首   | 初     | 井       | 十六度   | 芒種       | 未     |
| 鶉首   | 中     | 井       | 三一度   | 夏至       | 未     |
| 鶉首   | 終     | 柳       | 八度     |            | 未     |
| 鶉火   | 初     | 柳       | 九度     | 小暑       | 午     |
| 鶉火   | 中     | 張       | 三度     | 大暑       | 午     |
| 鶉火   | 終     | 張       | 十七度   |            | 午     |
| 鶉尾   | 初     | 張       | 十八度   | 立秋       | 巳     |
| 鶉尾   | 中     | 翼       | 十五度   | 処暑       | 巳     |
| 鶉尾   | 終     | 軫       | 十一度   |            | 巳     |
| 寿星   | 初     | 軫       | 十二度   | 白露       | 辰     |
| 寿星   | 中     | 角       | 十度     | 秋分       | 辰     |
| 寿星   | 終     | 氐       | 四度     |            | 辰     |
| 大火   | 初     | 氐       | 五度     | 寒露       | 卯     |
| 大火   | 中     | 房       | 五度     | 霜降       | 卯     |
| 大火   | 終     | 尾       | 九度     |            | 卯     |
| 析木   | 初     | 尾       | 十度     | 立冬       | 寅     |
| 析木   | 中     | 箕       | 七度     | 小雪       | 寅     |
| 析木   | 終     | 斗       | 十一度   |            | 寅     |

#### 黄道十二宮
十二次はバビロニア天文学起源の黄道十二宮とかなりの点で類似している。黄道十二宮は「獣帯十二宮」ともいう。黄道付近には黄道十二星座があり、これらには獣が多く含まれることから黄道の上下8°の幅を「獣帯」といい、獣帯を12等分した物を「獣帯十二宮」という。
| 黄道十二宮 | 黄道十二宮       | 黄道十二宮の十二支 | 現在位置する十二次 | 十二辰 | 黄道十二星座 | 歳差による移動前に位置していた十二次 |
| ---------- | ---------------- | ------------------ | ------------------ | ------ | ------------ | ------------------------------------ |
| 磨羯宮     | まかつきゅう     | 子丑               | 玄枵               | 子     | いて座       | 星紀                                 |
| 宝瓶宮     | ほうべいきゅう   | 丑寅               | 娵訾               | 亥     | やぎ座       | 玄枵                                 |
| 双魚宮     | そうぎょきゅう   | 寅卯               | 降婁               | 戌     | みずがめ座   | 娵訾                                 |
| 白羊宮     | はくようきゅう   | 卯辰               | 大梁               | 酉     | うお座       | 降婁                                 |
| 金牛宮     | きんぎゅうきゅう | 辰巳               | 実沈               | 申     | おひつじ座   | 大梁                                 |
| 双児宮     | そうじきゅう     | 巳午               | 鶉首               | 未     | おうし座     | 実沈                                 |
| 巨蟹宮     | きょかいきゅう   | 午未               | 鶉火               | 午     | ふたご座     | 鶉首                                 |
| 獅子宮     | ししきゅう       | 未申               | 鶉尾               | 巳     | かに座       | 鶉火                                 |
| 処女宮     | しょじょきゅう   | 申酉               | 寿星               | 辰     | しし座       | 鶉尾                                 |
| 天秤宮     | てんびんきゅう   | 酉戌               | 大火               | 卯     | おとめ座     | 寿星                                 |
| 天蝎宮     | てんかつきゅう   | 戌亥               | 析木               | 寅     | てんびん座   | 大火                                 |
| 人馬宮     | じんばきゅう     | 亥子               | 星紀               | 丑     | さそり座     | 析木                                 |

## 占星術と十二次
中国古代占星術に分野説がある。分野とは地上の州・郡・国と天上の区画が対応し、天上で起こった天体現象によってその位置に該当する地上の地域の吉凶を占うといったものである。古くは戦国時代に見られ『春秋左氏伝』には木星の十二次の位置で地上の国の吉凶を占う例がある。以後、十二次による分野と二十八宿による分野があったが、後には互いに関連づけられるようになった。以下は『晋書』天文志・十二次度数にある十二次の分野である。
- 寿星 - 鄭・兗州
- 大火 - 宋・豫州
- 析木 - 燕・幽州
- 星紀 - 呉越・揚州
- 玄枵 - 斉・青州
- 娵訾 - 衛・并州
- 降婁 - 魯・徐州
- 大梁 - 趙・冀州
- 実沈 - 魏・益州
- 鶉首 - 秦・雍州
- 鶉火 - 周・三河（河東・河内・河南三郡）
- 鶉尾 - 楚・荊州